# Katharina Posch
Katharina Posch (* 30. července 1994 Imst) je rakouská reprezentantka ve sportovním lezení, vítězka Rock Masteru v duelu. Juniorská mistryně světa, juniorská vicemistryně Evropy a vítězka tří seriálů Evropského poháru juniorů v lezení na obtížnost. Trénuje ji Martin Hammerer.
Medaile z mistrovství světa juniorů získal také její mladší bratr Jan-Luca Posch (* 1998) a z mistrovství Evropy juniorů Mathias Posch (* 1999).

## Výkony a ocenění
- 2010-2013: tři nominace na prestižní závody Rock Master v italském Arcu (duel: 1/1/0)
- 2012: nominace na Světové hry 2013 v kolumbijském Cali
- 2017: na 3. zimních armádních světových hrách v Soči získala stříbro v lezení na obtížnost

### Závodní výsledky
| Světové hry | Světové hry |
| Rok         | 2013        |
| ----------- | ----------- |
| Obtížnost   | 8           |

| Arco Rock Master | Arco Rock Master | Arco Rock Master | Arco Rock Master |
| Rok              | 2010             | 2011             | 2013             |
| ---------------- | ---------------- | ---------------- | ---------------- |
| Obtížnost        | 2                | (MS: 5)          | 6                |
| Duel             | 1                | 7                | 2                |

- v roce 2010 byla rozšířená nominace pro lezení na obtížnost jako příprava na MS 2011, nejlepší lezkyně postupovaly do Duelu; v roce 2011 byla nominace do duelu z MS 2011 v lezení na obtížnost v Arcu, v roce 2013 byly tradičně pozvány jen nejlepší světové lezkyně

| Mistrovství světa | Mistrovství světa | Mistrovství světa | Mistrovství světa | Mistrovství světa |
| Rok               | 2011              | 2012              | 2014              | 2016              |
| ----------------- | ----------------- | ----------------- | ----------------- | ----------------- |
| Obtížnost         | 5                 | 17-19             | 18                | 13-16             |

| Světový pohár | Světový pohár    | Světový pohár                 | Světový pohár                | Světový pohár         | Světový pohár         | Světový pohár         | Světový pohár          | Světový pohár                   |
| Rok           | 2010             | 2011                          | 2012                         | 2013                  | 2014                  | 2015                  | 2016                   | 2017                            |
| ------------- | ---------------- | ----------------------------- | ---------------------------- | --------------------- | --------------------- | --------------------- | ---------------------- | ------------------------------- |
| Obtížnost     | 11               | 5                             | 10                           | 8                     | 6                     | 12                    | 14                     | 33-34                           |
| jednotlivě    | 5,7,6,-, -,15-16 | 8,, · 11-12,14,10, · 7,,9,6-7 | 11,12,13, 6,5,10, 11-13,8,11 | 11,9,7, 11,7, 11,13,7 | 5,12,5 ,5,15,8, 13,10 | 15,8,11, 12,14, 12,21 | 10,15, 11,21,11, 21,17 | -,-,-, -,-,18, 21,18,           |
|               |                  |                               |                              |                       |                       |                       |                        |                                 |
| Bouldering    | —                | 35                            | 33                           | 42                    | 37-38                 | —                     | 33-36                  | 39-40                           |
| jednotlivě    | —                | -,-,-,-,-, -,13,-,18          | -,-,18, 21-22,-,-            | -,-,-,16, -,-,-,-     | -,-,-,-, 10,-,-,-     | —                     | -,-,11, -,-,-,-        | 59-61,-,-,47-48, 29-30,17,25-26 |
|               |                  |                               |                              |                       |                       |                       |                        |                                 |
| Kombinace     | —                | 7                             | 15                           | 20                    | 13                    | —                     | 7                      | 68                              |

- poznámka: nalevo jsou poslední závody v roce

| Zimní armádní světové hry | Zimní armádní světové hry |
| Rok                       | 2017                      |
| ------------------------- | ------------------------- |
| Obtížnost                 | 2                         |

| Mistrovství Evropy | Mistrovství Evropy | Mistrovství Evropy | Mistrovství Evropy | Mistrovství Evropy |
| Rok                | 2010               | 2013               | 2015               | 2017               |
| ------------------ | ------------------ | ------------------ | ------------------ | ------------------ |
| Obtížnost          | 9                  | 9                  | 15                 | 7                  |
| Rychlost           | —                  | 29                 | 12                 | 31                 |
| Bouldering         | —                  | 29-31              | —                  | 39-40              |

| Mistrovství světa juniorů | Mistrovství světa juniorů | Mistrovství světa juniorů | Mistrovství světa juniorů | Mistrovství světa juniorů |
| Rok                       | 2009 kat. B               | 2010 kat. A               | 2012 junioři              | 2013 junioři              |
| ------------------------- | ------------------------- | ------------------------- | ------------------------- | ------------------------- |
| Obtížnost                 | 1                         | 2                         | 3                         | 2                         |

| Mistrovství Evropy juniorů | Mistrovství Evropy juniorů |
| Rok                        | 2013 juniorky              |
| -------------------------- | -------------------------- |
| Obtížnost                  | 2                          |

| Evropský pohár juniorů | Evropský pohár juniorů | Evropský pohár juniorů | Evropský pohár juniorů |
| Rok                    | 2008 kat. B            | 2009 kat. B            | 2010 kat. A            |
| ---------------------- | ---------------------- | ---------------------- | ---------------------- |
| Obtížnost              | 1                      | 1                      | 1                      |